# Prosodontus aphodii
Prosodontus aphodii är en rundmaskart. Prosodontus aphodii ingår i släktet Prosodontus och familjen Diplogasteridae. Inga underarter finns listade i Catalogue of Life.